# Piriápolis
Piriápolis és una ciutat balneària del sud de l'Uruguai, ubicada al departament de Maldonado, 105 quilòmetres a l'est de Montevideo. Es troba sobre la costa del Riu de la Plata, més específicament sobre la ruta 10 i el seu encreuament amb la ruta 37. És una de les destinacions turístiques més importants del país, al costat de Punta del Este. Atès que s'utilitza sobretot com a balneari, la seva població és relativament petita durant la temporada baixa.

## Història
L'empresari Francisco Piria va fundar la ciutat el 1893 amb el nom «El Balneario del Porvenir». El 1890 Piria havia comprat grans terrenys, incloent-hi les valls de Cerro Pan de Azúcar, Cerro del Inglés i Cerro del Toro, en direcció sud cap a la platja. El 1897 va acabar de construir la seva residència particular, el Castell de Piria, el 1905 la construcció de l'"Hotel Piriápolis", avui conegut com a "Colonia Escolar de Vacaciones", el 1910 va construir l'avinguda costanera de Rambla de los Argentinos, i el 1912 va començar amb la venda de propietats. El 1913 va fundar una via de ferrocarril que unia el port de Piriápolis amb el Cerro Pan de Azúcar. La construcció de l'esmentat port va acabar el 1916. Des de 1920 fins al 1930 va dedicar els seus esforços en la construcció de l'Argentino Hotel, un dels hotels més grans d'Amèrica del Sud d'aquella època.

## Població
Segons les dades del cens de 2004, Piriápolis tenia una població aproximada de 7.899 residents permanents i 7.123 habitatges.
| Any  | Població | Habitatges |
| ---- | -------- | ---------- |
| 1963 | 4.549    | 2.620      |
| 1975 | 5.240    | 3.661      |
| 1985 | 5.878    | 4.289      |
| 1996 | 7.570    | 5.640      |
| 2004 | 7.899    | 7.123      |

Font: Institut Nacional d'Estadística de l'Uruguai

## Govern
L'alcalde del municipi de Piriápolis (192 km²), amb data del 2010, és Mario Invernizzi.

## Punts d'interès

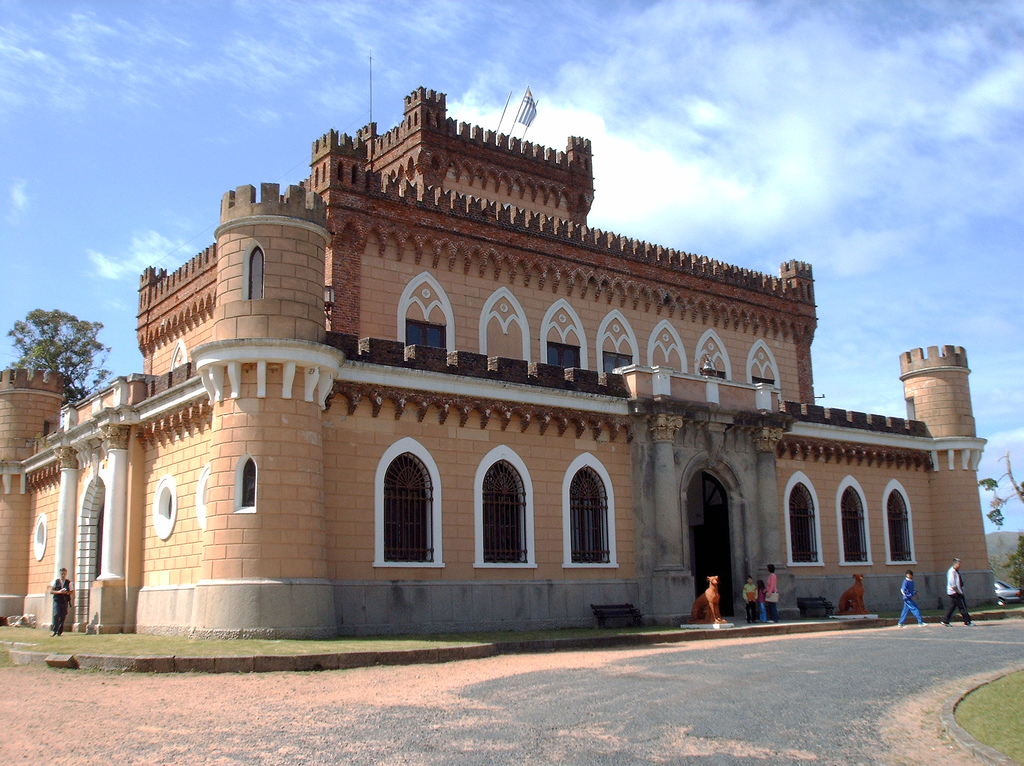
Castell de Piria.

L'avinguda principal de la ciutat és la Rambla de los Argentinos. Amb una economia centrada en el turisme, Piriápolis disposa d'hotels, grans casinos, parcs públics i una vida nocturna força activa. El temple de San Antonio, situat al cim d'un dels turons de la ciutat, és sovint visitat per turistes nacionals i internacionals; s'accedeix per telecadira o bé amb cotxe. El cim del Cerro San Antonio ofereix una vista panoràmica de Piriápolis. El Cerro Pan de Azúcar, el tercer punt més alt de l'Uruguai, té una reserva de flora i fauna autòctona i nombrosos espais protegits a l'aire lliure.
Finalment, el Castell de Piria, antiga residència d'estiu del fundador de la ciutat, és un museu obert al públic. El poeta Julio Herrera y Reissig va viure una temporada en aquest castell. Forma part del patrimoni històric i cultural de Maldonado.

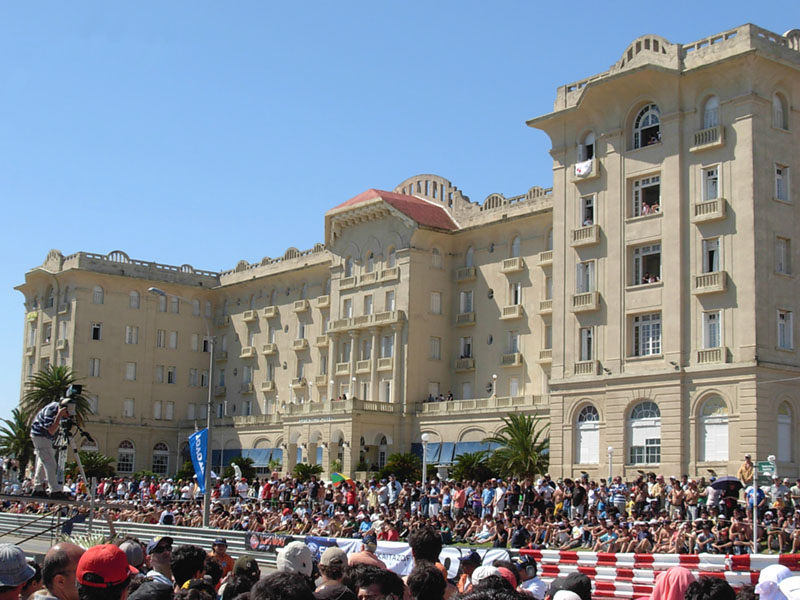
Argentino Hotel
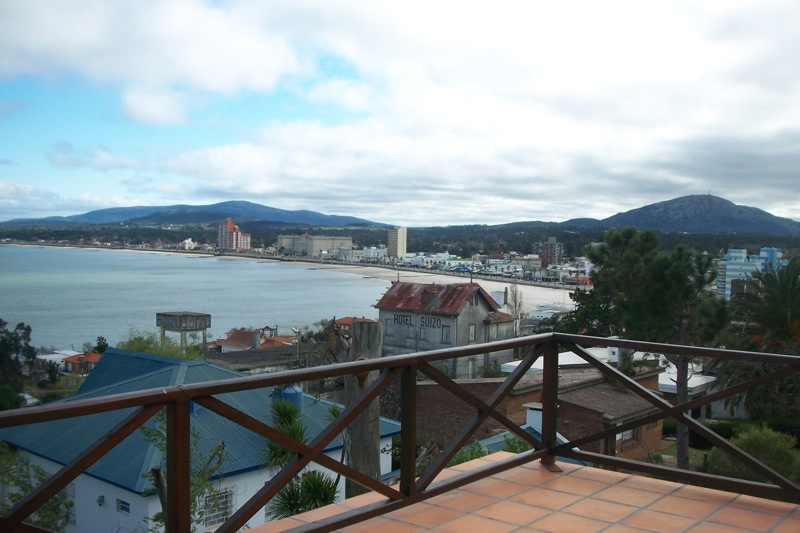
Vista de la ciutat
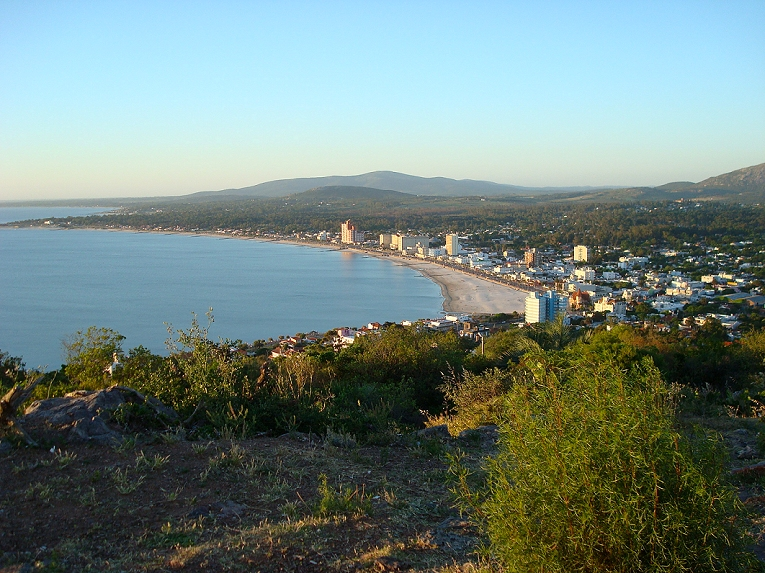
Vista de la ciutat des del Cerro San Antonio